# John Albaret
John Albaret (13 de outubro de 1878 – 18 de julho de 1969) foi um esgrimista suíço que participou dos Jogos Olímpicos de Verão de 1920, de 1924 e de 1928, sob a bandeira da Suíça.